# 马尔桑日
马尔桑日（法語：Marsangy，法語發音：[maʁsɑ̃ʒi]）是法国勃艮第-弗朗什-孔泰大区约讷省的一个市镇，属于桑斯区。

## 地理
马尔桑日（48°6'37"N, 3°15'28"E）面积14.68 平方千米，位于法国勃艮第-弗朗什-孔泰大區约讷省，该省份为法国中北部内陆省份，西接卢瓦雷省，西北接塞纳-马恩省，南至涅夫勒省，东临科多尔省，东北与奥布省接壤。
与马尔桑日接壤的市镇（或旧市镇、城区）包括：格龙、绍莫、埃格里塞勒-勒博卡日、埃蒂尼、帕西、鲁松、韦龙、约讷河畔新城。

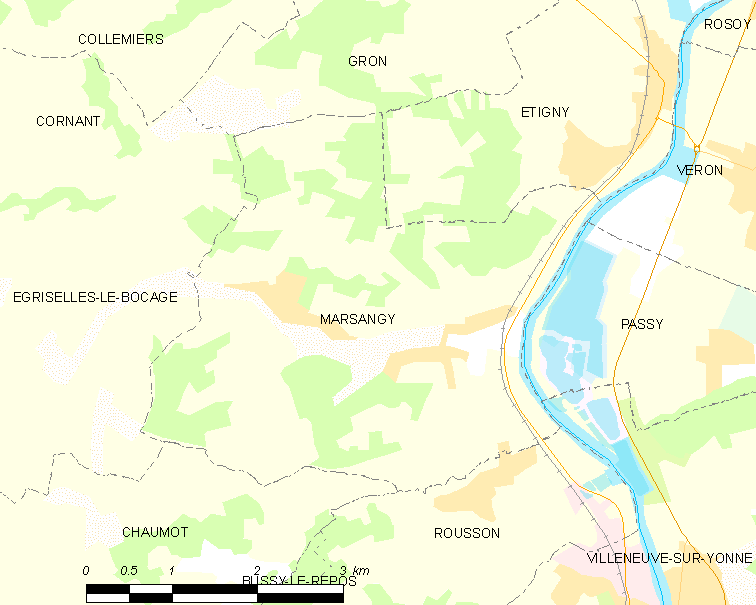
马尔桑日的OSM定位图

马尔桑日的时区为UTC+01:00、UTC+02:00（夏令时）。

## 行政
马尔桑日的邮政编码为89500，INSEE市镇编码为89245。

## 政治
马尔桑日所属的省级选区为约讷河畔新城县。

## 人口

1962-2008年间马尔桑日人口变化图示

马尔桑日于2022年1月1日时的人口数量为858人。